# Henriette Robitaillie
Henriette Robitaillie, née le 20 décembre 1909 à Rennes et morte le 18 janvier 1992 à Paris, est une journaliste, écrivaine et scénariste de bande dessinée française. Elle a écrit de nombreux romans pour la jeunesse comme Le Château des Malices en 1945, notamment pour les collections Lisette, "Monique", "Bibliothèque de Suzette" ou pour la collection Signe de piste.

## Biographie
Henriette Robitaillie naît le 20 décembre 1909 à Rennes. Fille d'un jeune officier d'artillerie qui passera dans la gendarmerie, atteinte de fièvres paludéennes, elle ne peut suivre une scolarité normale. Elle parvient néanmoins à devenir journaliste et chroniqueuse.
Elle écrit également sous les noms de plume de Cécile Romancère, Édith Orny et Clara.
Collaborant surtout à des journaux catholiques, elle est très présente dans la presse enfantine des années 1950 à 1970. Elle collabore régulièrement à Bernadette, Âmes vaillantes, La Semaine de Suzette et Lisette.
De décembre 1950 à mai 1952, elle s'embarque pour un tour du monde qu'elle raconte d'abord dans Bernadette au moyen d'une chronique hebdomadaire, illustrée par Loÿs Pétillot et intitulée D'un bout du monde... à l'autre bout. Ce Voyage au bout de la mer est publié par les Nouvelles Éditions latines en 1952. En 1956, un second tour du monde s'attache aux Nouvelles-Hébrides, à la Nouvelle-Calédonie et à l'Australie.
Henriette Robitaillie est également scénariste de plusieurs bandes dessinées. En 1957, elle crée Martine et Zozo, dessiné par Tiky (Gaston Jacquement) pour Bernadette, puis Bec-en-fer, dessiné par Jean-Louis Pesch, en 1961 pour Le Pèlerin. Avec ce même dessinateur, elle scénarise plus tard six épisodes de Sylvain et Sylvette dans la collection des albums Fleurette nouvelle série.
Son entreprise la plus durable en matière de bande dessinée est la série Priscille et Olivier, fruit de sa collaboration avec la dessinatrice Janine Lay. Ces deux personnages apparaissent et se rencontrent en 1957 dans un long récit de 60 pages publié dans Bernadette, intitulé Le Secret du lagon. On les voit se marier dans les épisodes suivants et assurer l'éducation des deux jeunes sœurs jumelles de Priscille, Nicole et Colette, qui grandissent et occupent progressivement le premier plan au point que la série, qui paraît ensuite dans Lisette et Nade, s'intitule Les Jumelles à partir de 1966. En 17 ans d'existence, jusqu'en 1974, les deux séries totalisent plus de 2300 planches en 82 épisodes dont 5 seulement paraissent en album.
Henriette Robitaillie publie aussi quelques nouvelles dans des fanzines et revues de science-fiction comme Satellite, Lunatique et Rivages.
À partir des années 1970, elle écrit dans le magazine Les Veillées des chaumières, jusqu'à son décès[source insuffisante].
Elle meurt le 18 janvier 1992 dans le 10e arrondissement de Paris, chez les Petites Sœurs des pauvres.

## Œuvres
Ouvrages
- 1937 : Aube, Éditions Maison Aubanel Père
- 1943 : Mademoiselle Gris-Souris, no 19, Lisette, Éditions de Montsouris
- 1945 : Le Château des Malices, illustrations: Pierre Probst, Collection « Plaisir des jeunes », Publications techniques et artistiques
- 1946 : Quelle petite peste !, illustrations de Pierre Probst, Publications techniques et artistiques
- 1946 : Le Lac de l'oubli, Collection Roseline, no 1, Publications techniques et artistiques.
- 1947 : Bons cœurs et mauvaises têtes, illustrations: Jean Sidobre, Publications techniques et artistiques.
- 1947 : La Maison penchée sur l'eau, Collection Roseline, no 6, Publications techniques et artistiques.
- 1947 : Les trois sentiers qui ne s'entendaient plus, illustrations: Pierre Probst, Éditions Librairie Istra
- 1948 : Christillia dans la forêt, illustrations: Alain d'Orange, Maison de la Bonne Presse
- 1949 : Olivier sur la route. illustrations de Raymond Moritz, Collection "Ohé les gars", Maison de la Bonne Presse.
- 1949 : Contes des bois et de la lande. illustrations d'O'Klein, Collection "Il était une fois", Boivin.
- 1949 : Le Secret de L'Œil jaune, illustrations de Grand'Aigle, Romans cinématiques, Maison de la Bonne Presse
- 1949 : La Rue où errait la mort, Collection La Frégate, no 40, Maison de la Bonne Presse.
- 1949 : L'Etoile et le détective, illustrations de Françoise J. Bertier, , Collection "Sir Jerry détective", no 3, Éditions des Deux Mondes.
- 1950 : Bataille à l'ouest, Collection La Frégate, no 50, Maison de la Bonne Presse.
- 1951 : Le Monstre des abîmes, illustrations Pierdec, Romans cinématiques, Maison de la Bonne Presse.
- 1952 : Voyage au bout de la mer, illustration de couverture: Marcel Jeanjean, Nouvelles éditions latines[2].
- 1953 : Gwenola, illustrations Noël Gloesner, Collection "Monique" Édition Fleurus/Maison Mame
- 1953 : La Ferme du loup blanc, illustrations Solange Voisin, Collection "Monique" Édition Fleurus/Maison Mame
- 1953 : La Route aux cinq clochers, illustrations: Manon Iessel, Collection « Le chevreuil », Éditions Apostolat de la Presse; rééditions: 1955, 1959
- 1954 : Renata, Éditions Spes; réédition: Collection « Les Romans des Veillées des chaumières », Éditions Gautier-Languereau, 1975,  (ISBN 978-2-217-30012-8)
- 1954 : Le Cheval de quatre heures du matin, illustrations: Claire Marchal, Collection Bibliothèque de Suzette, Éditions Gautier-Languereau; réédition: illustrations: Georges Pichard, Collection Nouvelle Bibliothèque de Suzette, Éditions Gautier-Languereau, 1960
- 1954 : Le Maître des volcans, illustrations: Solveg (Solange Voisin), Romans cinématiques, Maison de la Bonne Presse.
- 1954 : Cœur à louer (avec Geneviève de Champdeniers), illustrations: Paul de Combret, Collection La Frégate, no 87, Maison de la Bonne Presse
- 1954 : Olivier au Pôle Nord, illustrations: Christian massias, Éditions Apostolat de la Presse
- 1955 : La Dame de Charmilly, illustrations: Solange Voisin, Collection "Monique" Édition Fleurus/Maison Mame
- 1956 : Cinq têtes sous le même bonnet, illustrations: Solange Voisin, Collection "Monique" Édition Fleurus/Maison Mame
- 1956 : Pascale et la tempête, illustrations Alain d'Orange, Collection "Monique", Édition Fleurus/Maison Mame
- 1956 : Luciole chez les pirates, illustrations Édith Follet, Collection Bibliothèque de Suzette, Éditions Gautier-Languereau
- 1956 : Les Degrés de pourpre, Coll "Rives et courants", Éditions Alsatia; réédition: 1958.
- 1957 : Le Lion et le Confiseur (avec Geneviève de Corbie), illustrations Jean-François Guindeau, Collection "Monique", Édition Fleurus/Maison Mame
- 1957 : La Maison des sourires, illustrations Manon Iessel, Collection Bibliothèque de Suzette, Éditions Gautier-Languereau.
- 1957 : L'Enveloppe vert pâle , illustration : Hugues Ghiglia, Collection La Frégate, no 125, Maison de la Bonne Presse.
- 1958 : Norr le mystérieux, illustrations Michel Gourlier, Collection Prince Éric, Éditions Alsatia, SDPJ 5
- 1958 : Mystère à bord, illustrations Georges Pichard, Collection Bibliothèque de Suzette, Éditions Gautier-Languereau; réédition: 3 Romans de mer (Nuno de Nazaré par L. N. Lavolle, Mystère à bord par Henriette Robitaillie et Le Capitaine du Jamboree par Jean-Louis Dubreuil), Éditions Gautier-Languereau, coll. 3 Romans, Illustrations Georges Pichard, 1974
- 1958 : Le Prisonnier du donjon, illustrations Alain d'Orange, Collection Bibliothèque de Suzette, Éditions Gautier-Languereau
- avant 1959 : Frère Pâquerette, Éditions Apostolat de la Presse
- 1959 :  Algue, illustrations Michel Gourlier, Collection Prince Éric, Éditions Alsatia, SDPJ 15
- 1959 : Les Sept portes d'ébène, illustrations Michel Gourlier, Collection Prince Éric, Éditions Alsatia, SDPJ 18
- 1960 : Le Vent et la Route, Édition Apostolat de la Presse
- 1960 : La Piste invisible, illustrations Pierre Decomble, Collection « Mission sans bornes », Éditions Fleurus; réédition illustrations de Jean-Jacques Vayssière, 1967
- 1961 : Ma maison est dans la plaine, illustrations D S (?), Collection "Rives et courants", Éditions Alsatia.
- 1962 : Dodu, petit cochon rose, Collection « Nos Vertes Années », no 11, éditions E.G.E.
- 1963 : La Fleur de minuit. Éditions Spes. ASIN : B0028ZG51S. (Feux du matin ; 6)
- 1965 : Ma maison perdue, illustrations de Daniel Dupuy, Collection Spirale, édition G. P.
- 1967 : La Rouge Fleur de Waratah, illustrations Daniel Billon, "Etoile d'Or", no 73, édition Deux Coqs d'Or.
- 1969 : Le Village abandonné, illustrations Madeleine Prévot, "Etoile d'Or", édition Deux Coqs d'Or.
- 1976 : Suzette et Nicolas dans leur jardin, illustrations: Satomi Ichikawa, Collection « Suzette et Nicolas », no 1, Éditions Gautier-Languereau,  (ISBN 978-2-217-21001-4)
- 1989 : Les Sapins du roi, Collection "Petite pomme", éditions Gautier-Languereau.
- 1989 : Clin d'œil sur nos rides, édition Médiaspaul  (ISBN 978-2712203146)

Périodiques
- 1949 : dans France Magazine: Rentrée d'octobre au collège d'Eton (reportage)
- 1956 : dans Femme d'aujourd'hui: Le chat sur la lande (conte pour enfants)

Bandes dessinées
- Priscille et Olivier, dans la série Les Jumelles
- Sans date : Gemma, dessins d'Alain d'Orange, éd. Edipat (prépublié dans Pat)
- Sans date : Roselyne, dessins de Noël Gloesner, éd. Edipat (prépublié dans Pat).
- 1957 : Martine et Zozo, dessins de Tiky, Collection « Ciné-Color », Éditions Bonne presse
- 1959 : Le Troupeau de Carla, dessins d'Alain d'Orange, Ed. Bonne presse Albums Ciné-color.
- 1961 : Jean-Louis Pesch démarre une série animalière historique Bec-en-Fer  sur un scénario d'Henriette Robitaillie,  dans le magazine le Pélerin. Mais à la suite des plaintes de certains lecteurs, pour la représentation de saint Eloi en volatile, Henriette a donc dû écrire une fin précipitée. Cette première histoire se conclut au bout de quatre pages. Bien plus tard, Jean-Louis Pesch s'appuyant sur les idées d'Henriette, reprend seul la série en lui donnant un caractère historique[5].
- 1962 à 1972 : série Frédérique, dessins d'Alain d'Orange.
- Belles Histoires et Belles Vies, éd. Fleurus :
  - no 71 : Marie-Louise Hartzer et les Filles de Notre-Dame du Sacré-Cœur, 1965.
- Les Aventures de Sylvain et Sylvette (albums Fleurette nouvelle série 1967-1979), en collaboration avec le dessinateur Jean-Louis Pesch[6],[5]:
  - no 36 La Chasse au canard ;
  - no 37 Les compères attaquent ;
  - no 38 La Malle à malices ;
  - no 41 Une terrible épidémie ;
  - no 42 Le Jeune Captif ;
  - no 44 Fromages à emporter ;
  - n° 45 La statue du commandeur.
- Réédition Sylvain et Sylvette, (Fleurus-Lombard-Dargaud, coll. « Séribis ») :
  - no 2 La Chasse au canard et Les compères attaquent,  (ISBN 978-2-215-00485-1) ;
  - no 25 La Malle à malices et Une terrible épidémie,  (ISBN 978-2-215-00455-4).
  - no 26 Fromages à emporter et Le Jeune Captif,  (ISBN 978-2-215-00456-1) ;
  - no 29 La statue du commandeur,  (ISBN 2-205-04830-9) ;